# Aïn Mediouna (kommun)
Ain Mediouna (franska: Ain Mediouna (CR), Ain Mediouna (Commune Rurale), arabiska: عين مديونة) är en kommun i Marocko.   Den ligger i provinsen Taounate och regionen Fès-Meknès, i den nordöstra delen av landet, 220 km öster om huvudstaden Rabat. Antalet invånare är 16 410.